# Grigorij Jegorov
Grigorij Aleksandrovitj Jegorov (ryska: Григорий Александровин Егоров), född den 12 januari 1967 i Sjymkent, är en kazakisk före detta friidrottare som tävlade i stavhopp. Under början av sin karriär tävlade han för Sovjetunionen.
Jegorovs genombrott kom när han vid Olympiska sommarspelen 1988 blev bronsmedaljör och fullbordade en sovjetisk trippel tillsammans med Sergej Bubka och Rodion Gataullin. Hans hopp i finalen mätte 5,80. Året därefter blev han europamästare inomhus i Haag när han vann med ett hopp på 5,75. Samma år blev han även silvermedaljör vid inomhus-VM i Budapest.
Under 1990 blev han silvermedaljör vid inomhus-EM efter Gataullin och utomhus blev han även silvermedaljör efter Gataullin vid EM i Split.
Han deltog vid VM inomhus 1993 där han blev silvermedaljör med ett hopp på 5,80 slagen endast av Gataullin. Utomhus blev han även silvermedaljör vid VM i Stuttgart denna gång efter Bubka trots ett hopp på 5,90 meter.

## Personligt rekord
- Stavhopp - 5,90 meter